# Kon Kan
Kon Kan es una banda de synthpop canadiense que cuenta con Barry Harris (voz, teclados, guitarra) y Kevin Wynne (en la voz principal). Se formaron a finales de 1988 en Toronto, Ontario (Canadá). Hicieron su debut con el álbum, Move to Move (1989). Se convirtió en un suceso mundial con el sencillo «I Beg Your Pardon (I Never Promised You a Rose Garden)».
El tema que los volvió muy populares fue «Arts in D Minor». También este tema es conocido como «Harry Houdini», en honor al famoso mago e ilusionista húngaro. En su disco debut "Move To Move" la voz principal estaba a cargo de Kevin Wynne a excepción de 2 temas los que cantaba Barry Harris, estos eran "Move To Move" y "Am I In Love". Otro de los sencillos de este disco fue "These Boots Are Made For Walking" que sampleaba "Inmigrant Song" de Led Zepellin y "These Boots Are Made For Walking" de Nancy Sinatra.
En 1990 Kevin Wynne deja la banda y Barry Harris lanza Syntonic! el segundo álbum de la banda de la mano de Atlantic records. De este disco se desprendieron 2 singles "Liberty" y " Coud've Said I Told You So" los cuales no tuvieron el éxito de los primeros.
Posteriormente terminaron su contrato con Atlantic y firmaron con una discográfica más pequeña llamada Hipnotic, donde lanzaron VIDA !, su tercer y último álbum bajo el nombre de KON KAN. De este disco se lanzaron 2 singles "Sinful Wishes" y "S.O.L.", además contenía una versión nueva de la canción "Move To Move". Este disco hoy es casi una rareza para los fanáticos de Kon Kan.
Después de este último intento, Barry Harris se une con Chris Cox y forman el dúo THUNDERPUSS para dedicarse a la remezcla de canciones para artistas de la talla de Madonna, Christina Aguilera, Whitney Houston, etc.
En junio de 2013, Barry Harris y Kevin Wynne se reunieron brevemente como Kon Kan, pero tomaron caminos separados nuevamente en la primavera de 2014.
El 25 de marzo de 2014, Harris anunció en la página de Facebook de Kon Kan que iban a comenzar a escribir y producir una nueva canción de Kon Kan con Rachid Wehbi. El resultado fue un boceto de lo que más tarde se convertiría en "Stars" (escrito por Bob Mitchell y Barry Harris) que quedó en un segundo plano durante años porque Harris no estaba contento con la canción. Más tarde, en 2023, Harris reclutó a Ian Nieman para ayudar a terminar la letra de la canción y recibir crédito de escritura. Harris finalmente grabó, cantó y lanzó "Stars" en julio de 2023.
El 21 de octubre de 2023, Harris anunció en la página de Facebook de Kon Kan la nueva banda de gira en vivo Kon Kan 2023/2024 con él mismo (voz, teclados, guitarra) con los nuevos miembros de la banda Kimberley Wetmore (voz), Christian McFadden (voz, bajo, teclados). ), Adam Weatherup (guitarra) y Tim Fleming (batería, percusión).

## Discografía
Álbumes de estudio
- Move to Move (1989)
- Syntonic (1990)
- Vida!... (1993)